# Glypta epinotiae
Glypta epinotiae är en stekelart som beskrevs av Dasch 1988. Glypta epinotiae ingår i släktet Glypta och familjen brokparasitsteklar. Inga underarter finns listade i Catalogue of Life.